# 포모사 플라스틱 그룹
포모사 플라스틱 그룹(Formosa Plastics Group, FPG, 중국어 정체자: 臺塑企業, 병음: Tái Sù Jítuán)은 중화민국의 명목상 복합기업으로, 생명공학기술, 석유화학제품 처리 및 일렉트로닉스 부품 생산 등 다양한 사업 분야를 영위한다. 이 그룹은 왕융칭과 그의 형제 왕융차이가 설립했으며, 웡 원위안이 회장직을 맡고 있다. 이름과는 달리, 이 그룹의 지주 회사들은 비아 테크놀로지스와 난야 테크놀로지 코퍼레이션을 포함하여 하이 테크 전자 부문에서 두각을 나타내는 여러 회사를 포함한다.

## 역사
포모사 플라스틱 그룹은 포모사 플라스틱 코퍼레이션(FPC)의 PVC 제조 공정의 수직적 통합을 반영하기 위해 1954년에 설립되었다. 난야 플라스틱스 프로세싱 코퍼레이션은 FPC가 생산하는 PVC 수지를 구매하기 위해 설립되었다. 그룹의 세 번째 구성원인 뉴 이스턴 플라스틱스 프로덕트는 가공된 수지를 소비재로 제조하기 위해 설립되었다. 난야와 뉴 이스턴은 나중에 난야 플라스틱스 코퍼레이션이라는 단일 법인으로 합병되었고, 1990년대에는 에틸렌 생산 나프타 분해 공장과 석탄 연소 발전소 건설을 통해 상류 통합이 이루어졌다. 중화민국에서 FPG는 섬유, 전자, 의약품, 스킨케어, 자동차 제조, 휘발유 소매 및 석유 정제 등 다른 많은 분야로도 다각화되었다.
FPG의 해외 확장은 주로 미국과 중국 대륙에 집중되었다. 이 그룹은 두 국가에서 많은 PVC 공장과 화학 생산 시설을 구매하거나 건설했다. 미국 내 자산에는 200개 이상의 유정 및 천연가스 풍부한 토지가 포함된 텍사스주 부동산, 파이프라인 및 생산 회사, 그리고 1988년에 건설된 텍사스주 포인트컴포트의 에틸렌 공장이 포함된다. 중국으로의 확장은 푸젠성 장저우의 발전소와 중국 전역에 FPG가 건설한 최소 40개의 공장을 포함한다.
FPG의 비제조 부문에는 FPG 회장의 작고한 아버지인 왕창궁의 이름을 딴 창궁 기념 병원이 포함된다. 1976년에 설립된 이 비영리 병원은 중화민국의 5개 도시로 확장되었다. 1984년 린커우구 지점은 아시아 최초로 간 이식 수술을 시행했다.
2010년대 초 이 그룹은 베트남의 대규모 철강 공장인 포모사 하 틴 스틸 코퍼레이션의 주요 후원자가 되었다.
FPG는 철강 단지 중 한 곳에서 심각한 유독성 오염 물질을 배출하여 비난을 받았다. 이 유출로 인해 베트남 해안에 약 115톤의 물고기 떼죽음이 발생했다. 환경 오염은 지역 어민을 포함한 20만 명의 생계에 부정적인 영향을 미쳤다. 2016년 7월, FPG는 환경 유독 물질 배출로 피해를 입은 베트남인들에게 5억 달러의 보상금을 지불하기로 약속했다. 2018년 2월, 호앙 득 빈은 공장 오염에 대한 소송을 제기하러 가는 어민들의 모습을 생중계한 혐의로 14년 징역형을 선고받았다.
포모사는 "선샤인 프로젝트"로 알려진 화석 연료 발전소 건설을 계획하고 있으며, 예상 비용은 94억 달러이다. 이 프로젝트는 기존 화석 연료 발전소의 환경 오염 물질과 관련된 질병으로 인해 흔히 "암 골목"이라고 불리는 루이지애나 지역에 위치할 예정이다.

### 나프타 크래커 #6 (六輕)

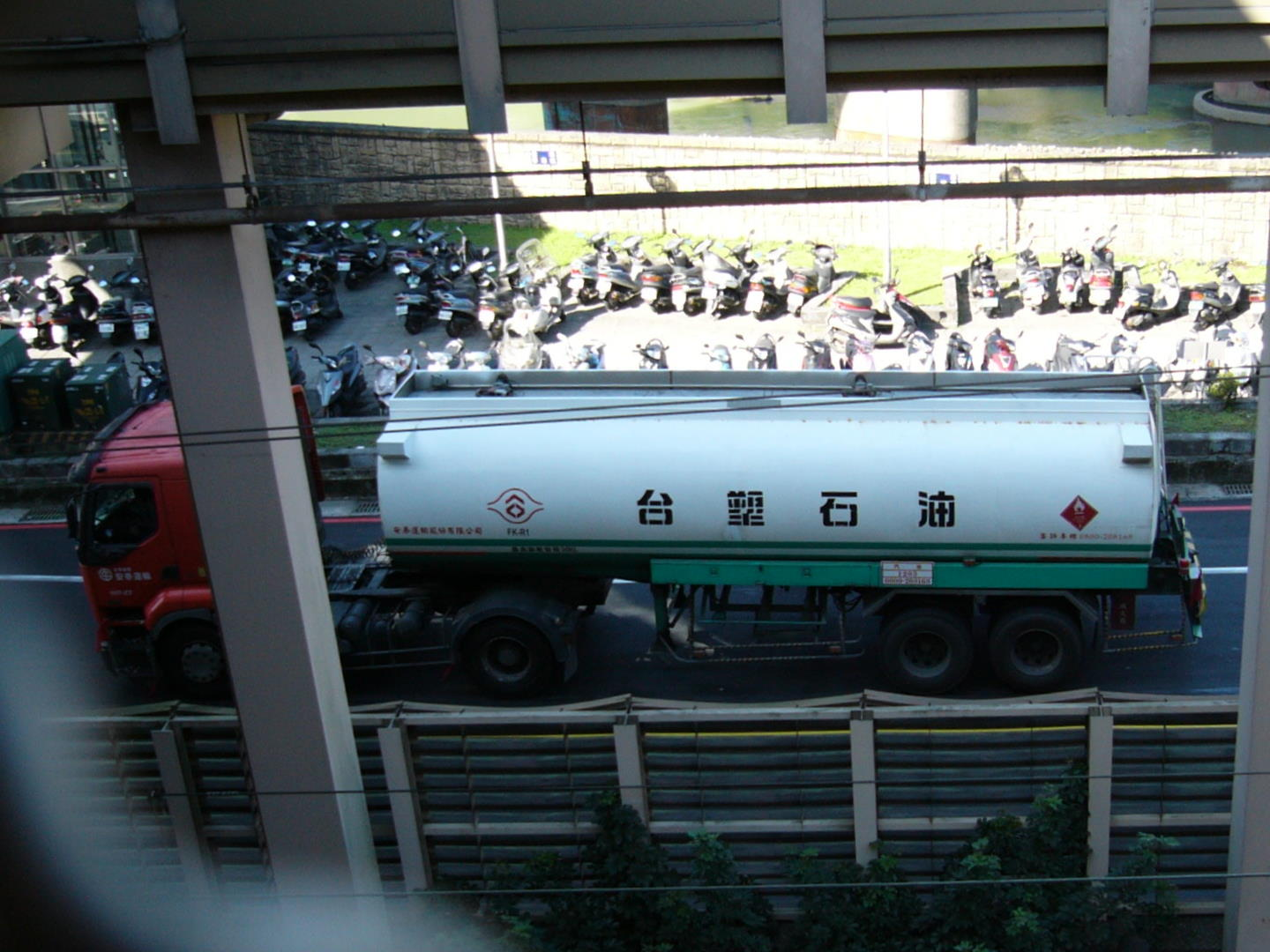
포모사 석유화학 유조선

FPG의 나프타 크래커(중화민국 내 여섯 번째 석유화학 처리 공장)는 1973년에 처음 제안되었으나, 당시 집권 국민당 정부는 여전히 독점 체제를 유지하며 허가를 내주지 않았다. 허가는 1986년, 총통 장징궈가 그의 아버지 장제스가 확립한 권위주의를 완화하기 위한 개혁을 시행하면서 부여되었다. 그 당시 FPG는 이란현 리쭈 공업 단지에 위치할 900억 NT$ 규모의 복합 단지를 제안했다. 지역 주민들은 환경 영향에 반대하며 현장 관료 첸 딩난(陳定南)을 중심으로 제6 나프타 크래커 반대 연합을 결성했다. 첸과 FPG 왕 회장 간의 TV 토론을 포함한 성공적인 캠페인 끝에 결국 회사는 다른 곳을 찾을 수밖에 없었다. FPG가 제안한 두 번째 부지인 타오위안시 관인 공업 단지에서도 지역 주민들의 비슷한 반대가 일어났다.
FPG는 1989년에 이러한 제안들을 보류하고 왕융칭 회장은 비밀리에 중국 본토로 가서 해결책을 찾았다. 1990년, 그는 푸젠성 하이창의 중화인민공화국 통제 섬에 복합 단지를 개발할 의사를 발표했다. 국민당 정부는 이 프로젝트를 비난했고 1992년에 중화민국 내 빈곤한 윈린현의 마이랴오 근처에 해상 부지를 확보했으며, 그곳의 지역 행정가들은 투자를 환영했다.
1990년대와 2000년대 초반에 걸쳐 4단계 건설 끝에 이 복합 단지에 대한 총 투자에는 다음과 같은 주요 특징이 포함되었다:
- 정유 공장: 하루 450,000배럴(72,000m3)
- 나프타 분해 공장(생산 능력: 연간 135만 톤의 에틸렌)
- 석탄 연소 발전소(용량: 3GW)
- 중화민국 최초의 풍력 발전소(4개 터빈의 총 합산 용량: 2,640kW).

이 프로젝트는 장징궈의 개혁이 대중의 불만 표현을 허용하면서 격렬한 반대를 불러일으켰다. 1990년 경제부에서 열린 3,000명 시위를 포함한 환경론자들의 공개 시위는 중화민국이 권위주의에서 민주주의로 점진적으로 전환되고 있음을 보여주었다. 환경 문제 외에도 시위대와 새로 합법화된 야당들은 신속한 승인, 장기적인 세금 혜택, 보조금 대출, 극도로 낮은 토지 가격, 그리고 사설 항만에 대한 특별 허가에서 드러난 정실주의를 비난했다.
나프타 크래커 #6 건설 중 1999년 9월 5일 태국인과 필리핀인 노동자 200~300명이 싸움을 벌여 추가적인 문제가 발생했다. 싸움은 8시간 동안 지속된 것으로 보고되었다. 이러한 복잡한 문제에도 불구하고 공장은 예정대로 진행되었으며 계속해서 정부 지원을 받고 있다.

## 자회사

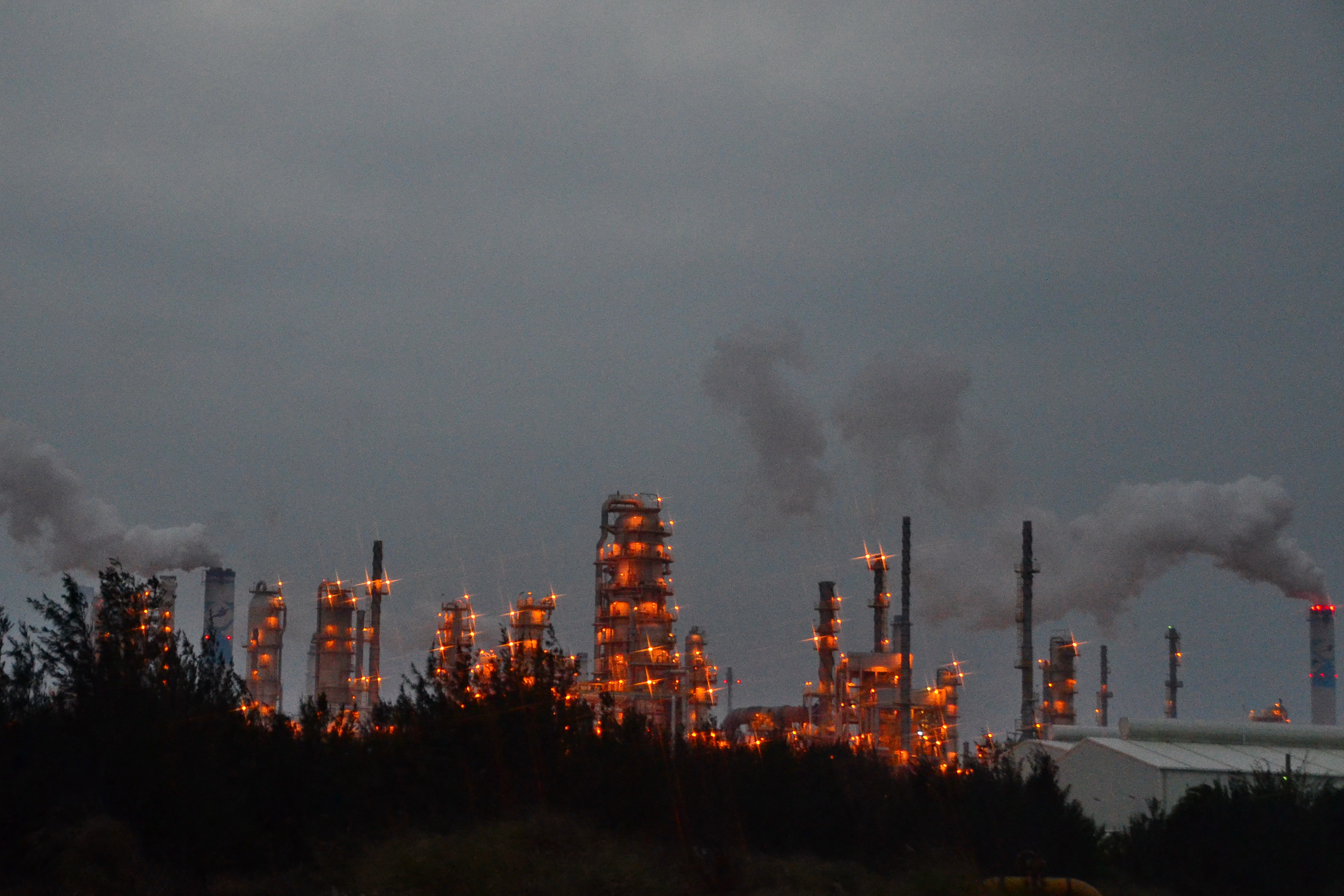
윈린현 마이랴오 공업 단지에 있는 포모사 플라스틱 그룹 공장.

다음 FPG 자회사들은 중화민국에 위치해 있다.
- 포모사 자동차 코퍼레이션
- 포모사 플라스틱 코퍼레이션
- 포모사 석유화학
- 마이랴오 파워 코퍼레이션
- 난야 테크놀로지 코퍼레이션. 1995년 3월 4일에 설립된 플라스틱 투자 회사. 2003년, 난야는 인피니온 테크놀로지스와 합작 투자를 통해 DRAM 생산 회사인 이노테라(Inotera)를 설립했다.[5] 2008년, 난야는 마이크론 테크놀로지와 합작 투자 계약을 체결했다.[6] 2017년, 마이크론으로부터 수년간 라이선스를 받은 후, 난야는 10nm 노드를 자체적으로 개발하겠다는 의사를 밝혔다.[7] 2020년, 난야는 연말까지 10nm급 DRAM 칩을 생산하는 것을 목표로 한다.[8]
- 비아 테크놀로지스

다음 교육 및 의료 기관 또한 FPG 산하에 있다.
- 창궁 과학기술대학교
- 창궁 의학 재단
- 창궁 대학교
- 밍치 과학기술대학교
- 바이오트러스트 인터내셔널 코퍼레이션

## 같이 보기
- 포모사 플라스틱 그룹 박물관